# Jüdischer Friedhof Solingen

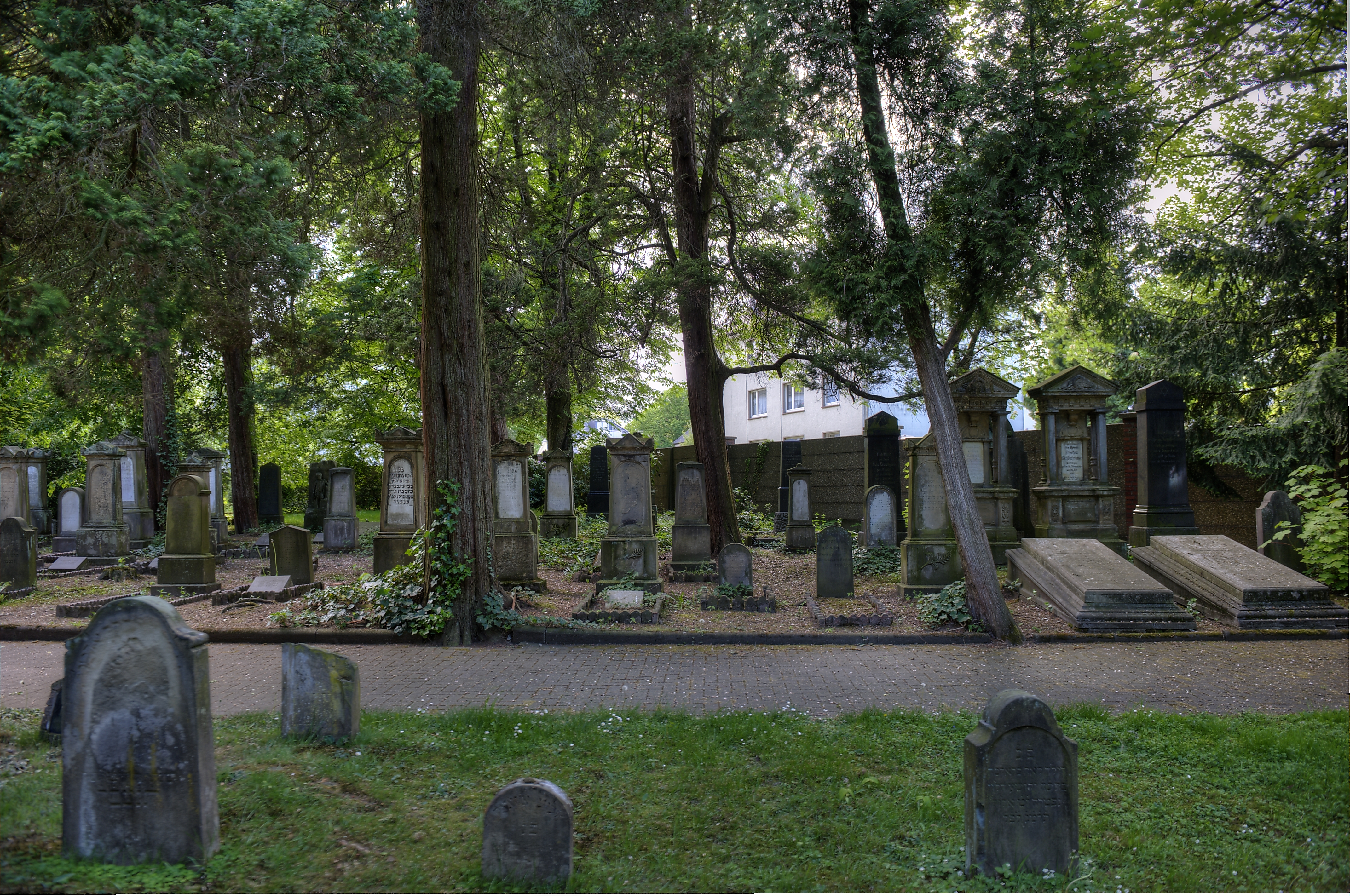
Blick auf die historischen Gräber

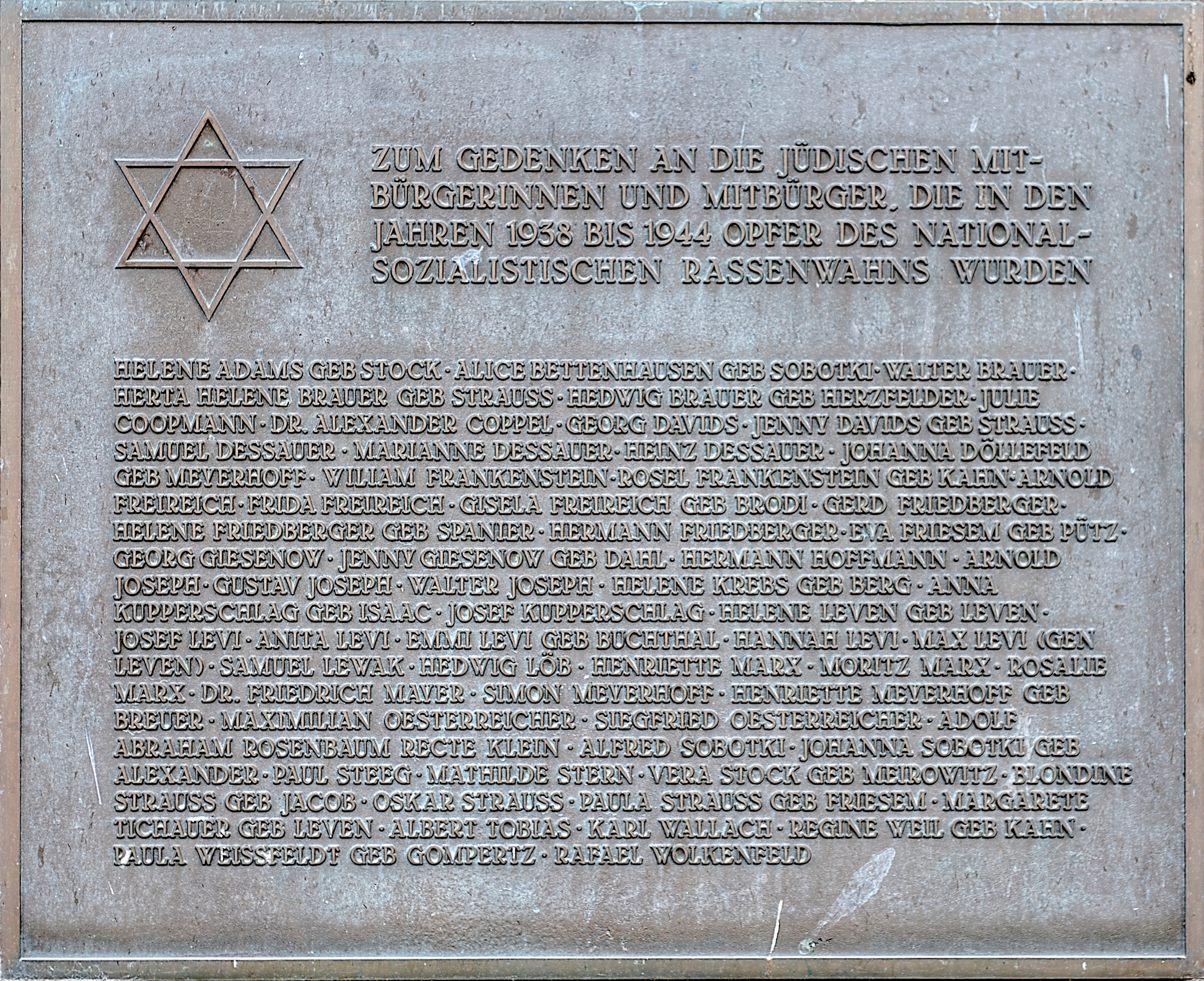
Gedenktafel der Opfer des Holocaust, identisch der am Hochbunker Malteserstraße, Innenstadt Solingen

Der Jüdische Friedhof befindet sich, etwas abgelegen, nordöstlich der Innenstadt von Solingen. Er besteht seit dem Jahre 1718 und wurde 1900 erweitert. Der älteste erhaltene Grabstein stammt aus dem Jahr 1820, die letzte Bestattung wurde 1941 durchgeführt. Seitdem gilt der Friedhof als geschlossen. Auf dem Friedhof sind zum Beispiel Mitglieder der Solinger Unternehmerfamilie Coppel sowie der Journalist Max Leven bestattet.
Seit dem 15. Juni 2001 steht der Friedhof unter Denkmalschutz und ist unter der Nummer 1018 in der Solinger Denkmalliste eingetragen.

## Geschichte
Eine jüdische Gemeinde existierte in Solingen bereits 1708. Ab 1780 gab es einen Betsaal mit einer Mikwe an der Ecke Südwall/Ufergarten. Am 8. März 1872 wurde die im neuromanischen Stil errichtete Synagoge an der Ecke Malteserstraße/Gerichtsstraße eingeweiht. Das Gebäude bot Raum für 150 Männer im inneren Bereich und 80 Frauen auf den Emporen. Die Synagoge wurde in der Pogromnacht im November 1938 in Brand gesetzt und brannte vollständig nieder. Opfer dieser Nacht und der Verfolgung liegen auf dem Friedhof begraben.
1886 wurde eine 2,20 Meter hohe Mauer als Einfriedung des Friedhofs errichtet.
1913–1914 entstand die Friedhofskapelle nach einem Entwurf der Solinger Architekten Willy Scherer und Hermann Oelrich. Sie wurde am 14. September 1914 eingeweiht und im Zuge des Pogroms von 1938 schwer beschädigt, die Ruine musste 1939 auf Verlangen der Stadtverwaltung abgebrochen werden.
Seit 1969 gibt es auf dem Friedhof das Mahnmal Zum Gedenken an das Unrecht.

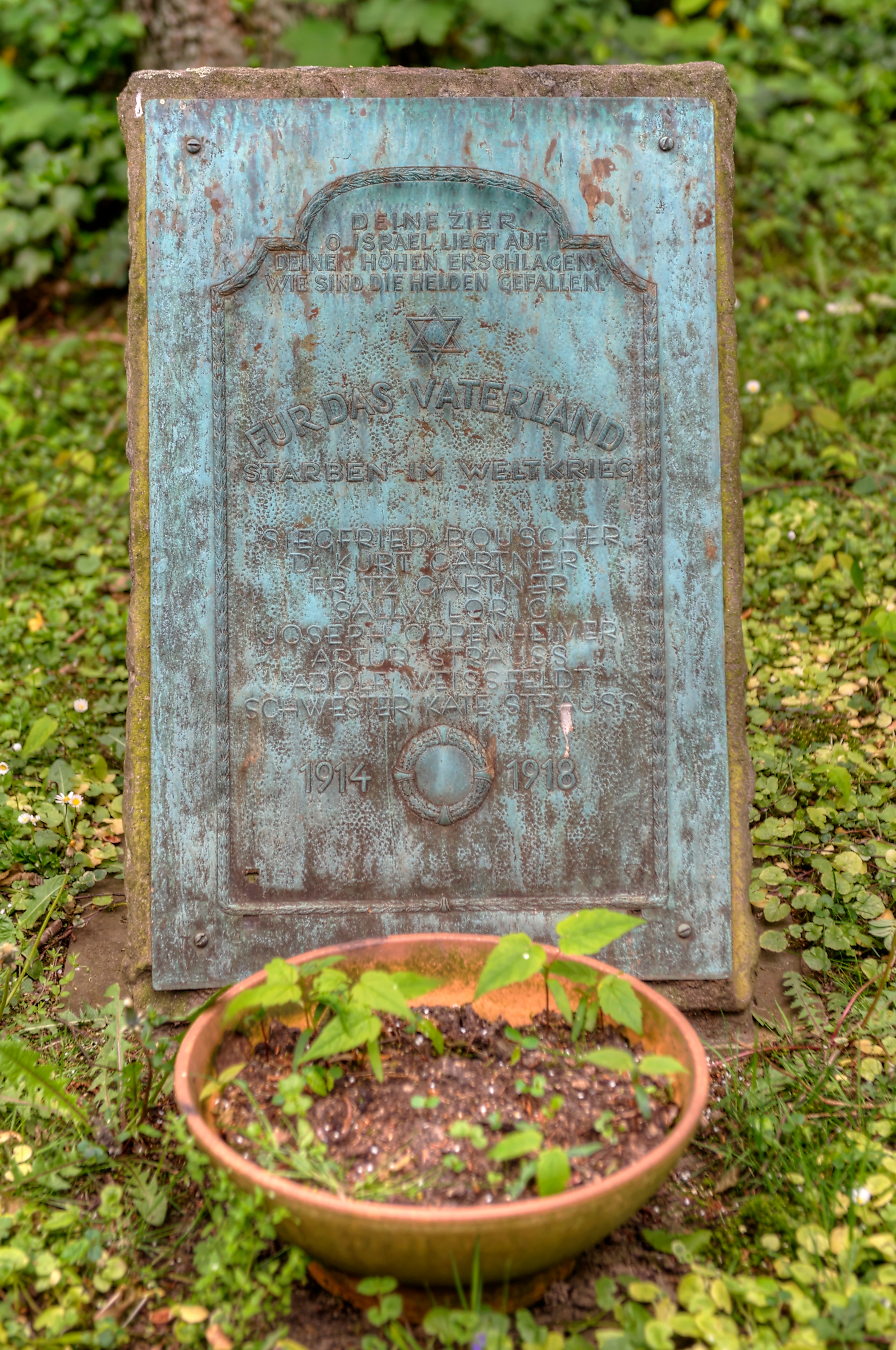
Gedenktafel der gefallenen jüdischen Soldaten des Ersten Weltkrieges
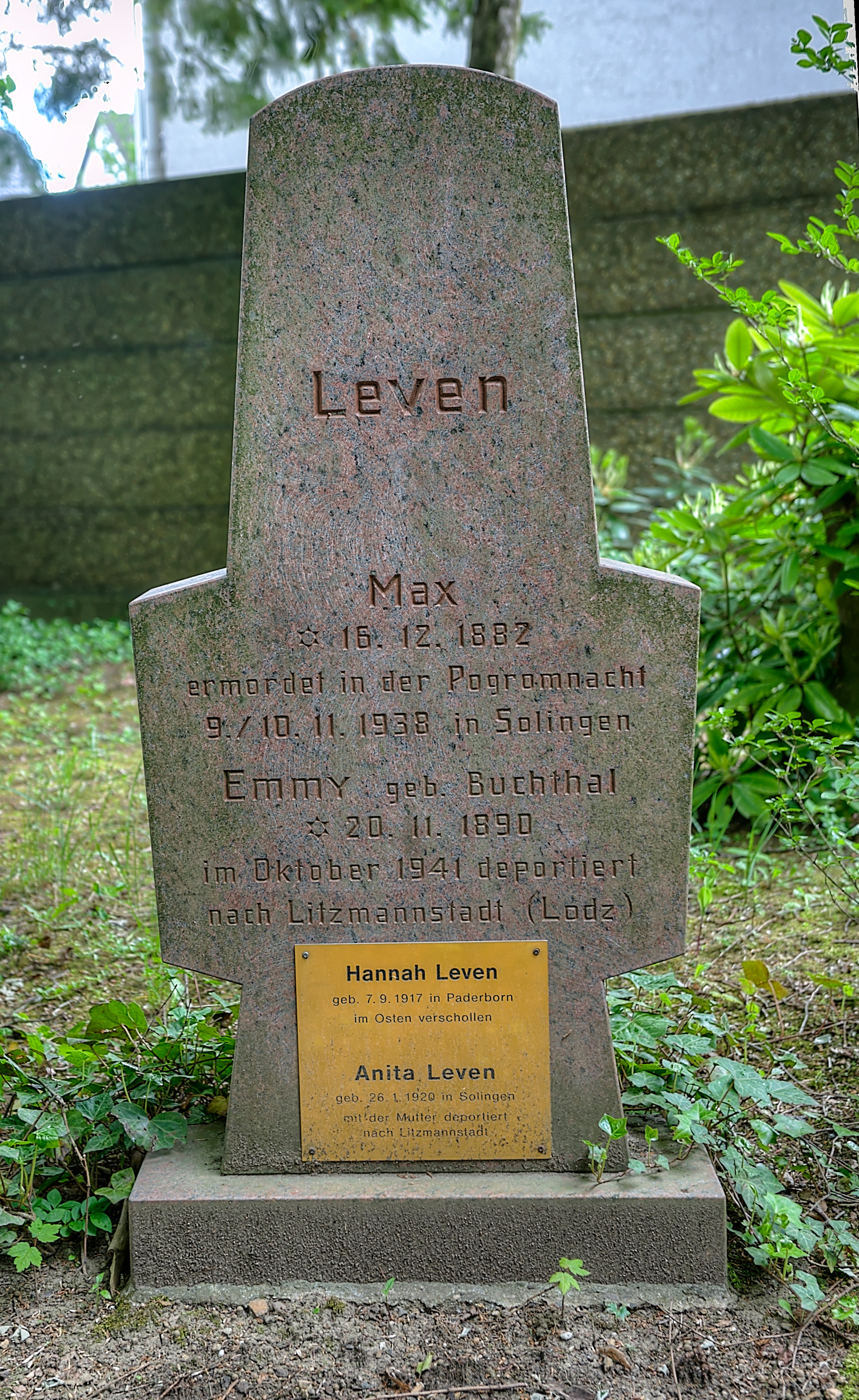
Grabstein Max und Emmy Leven
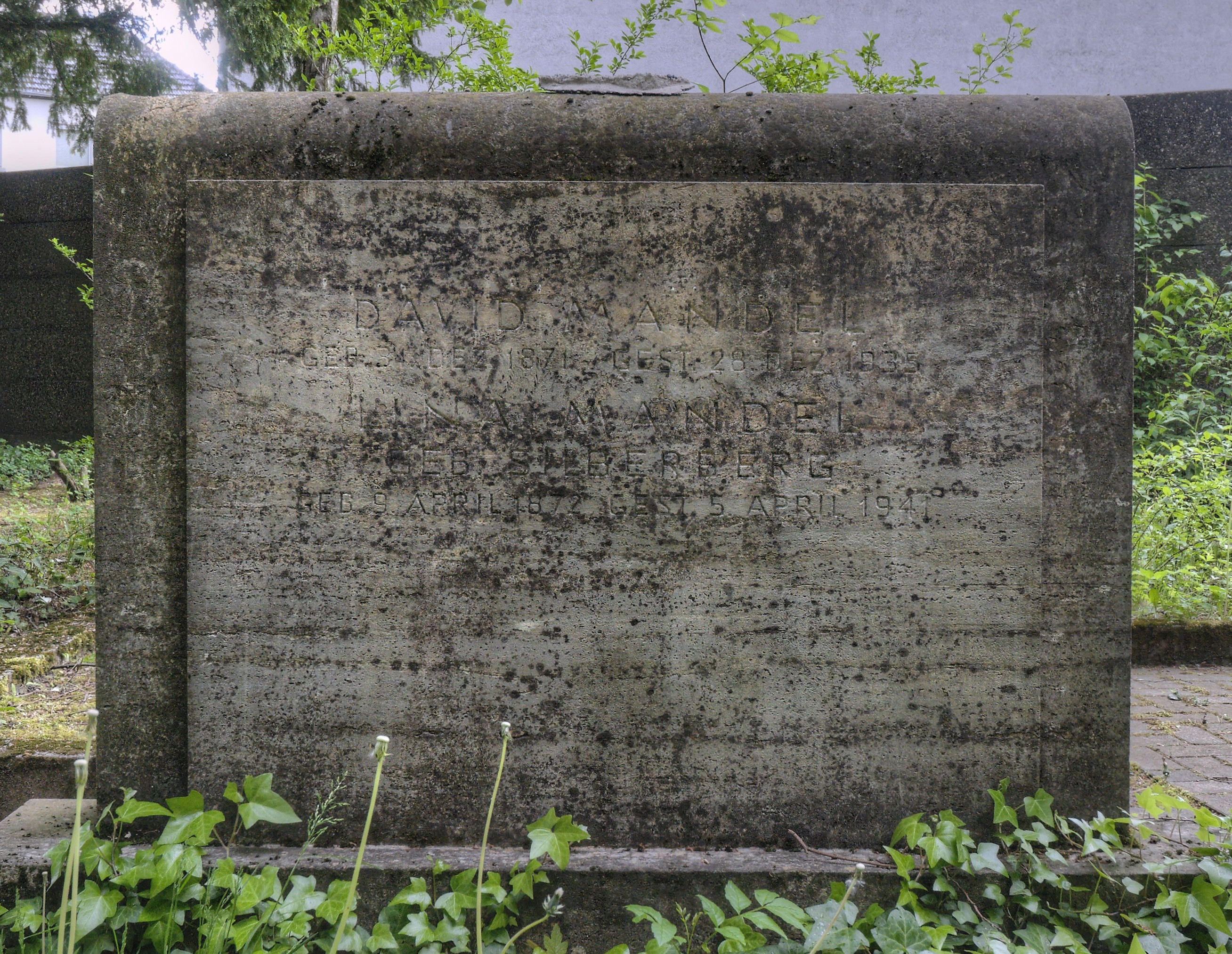
Letzter Grabstein aus dem Jahr 1941
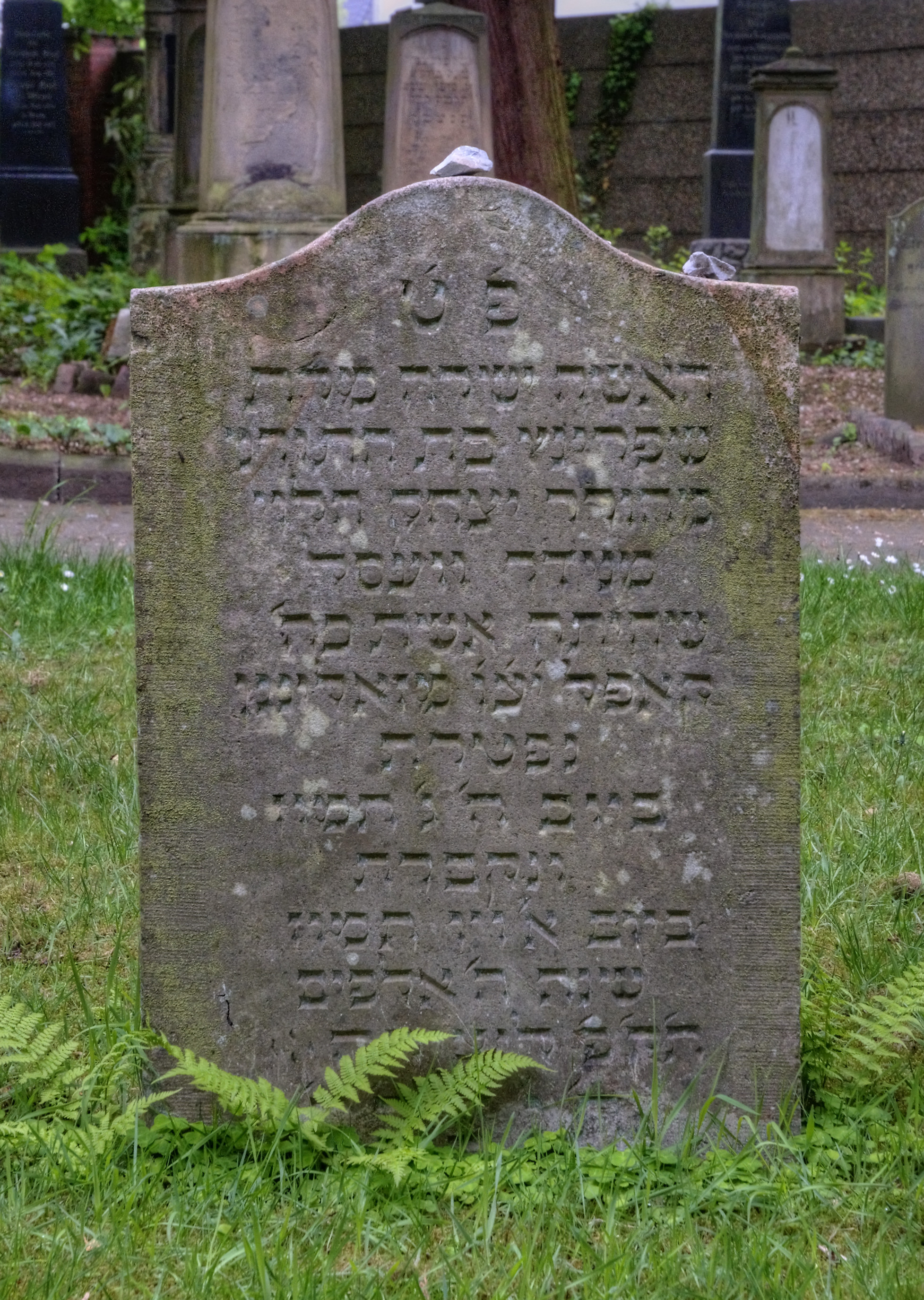
Ältester Grabstein aus dem Jahr 1820
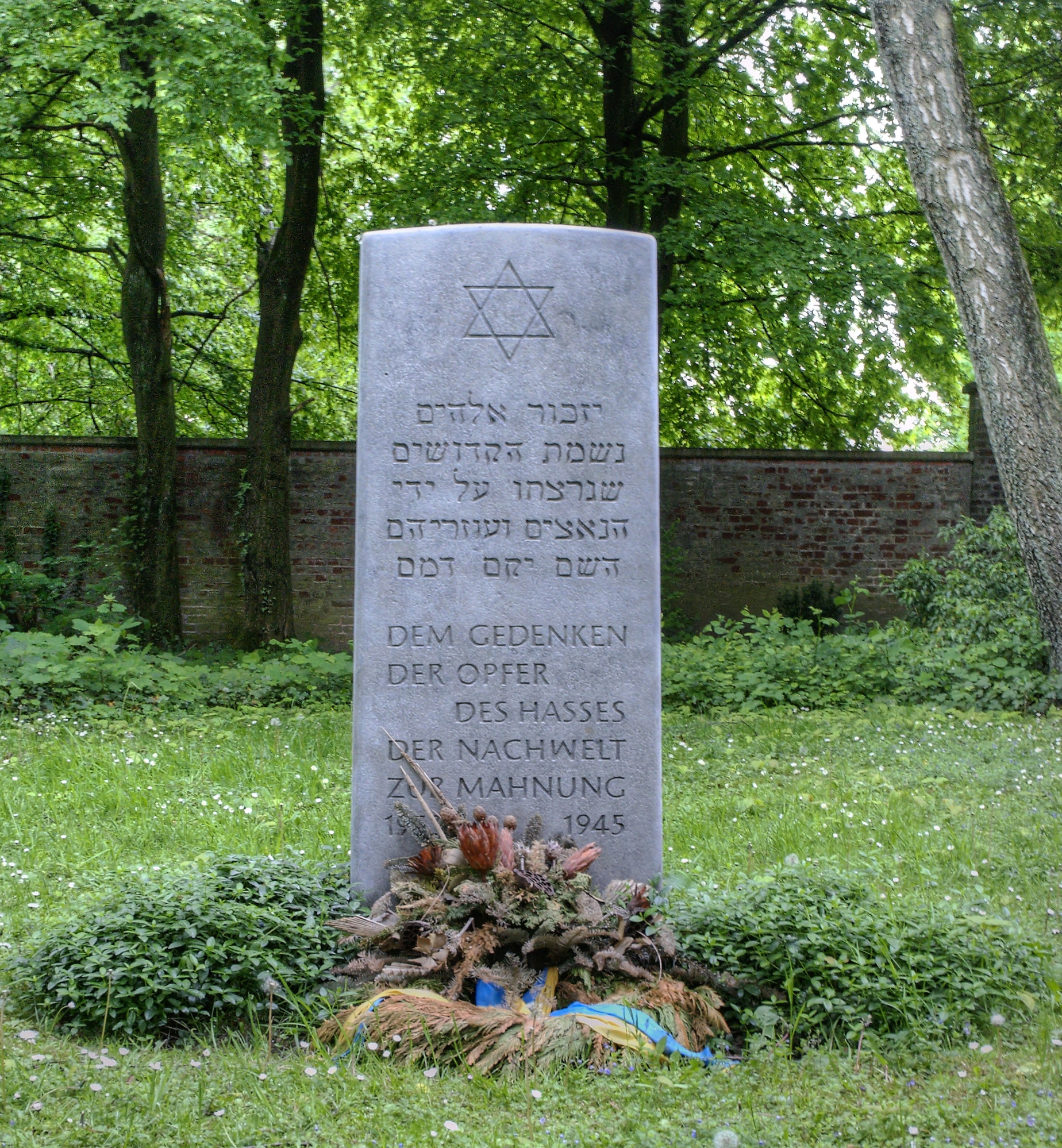
Mahnmal
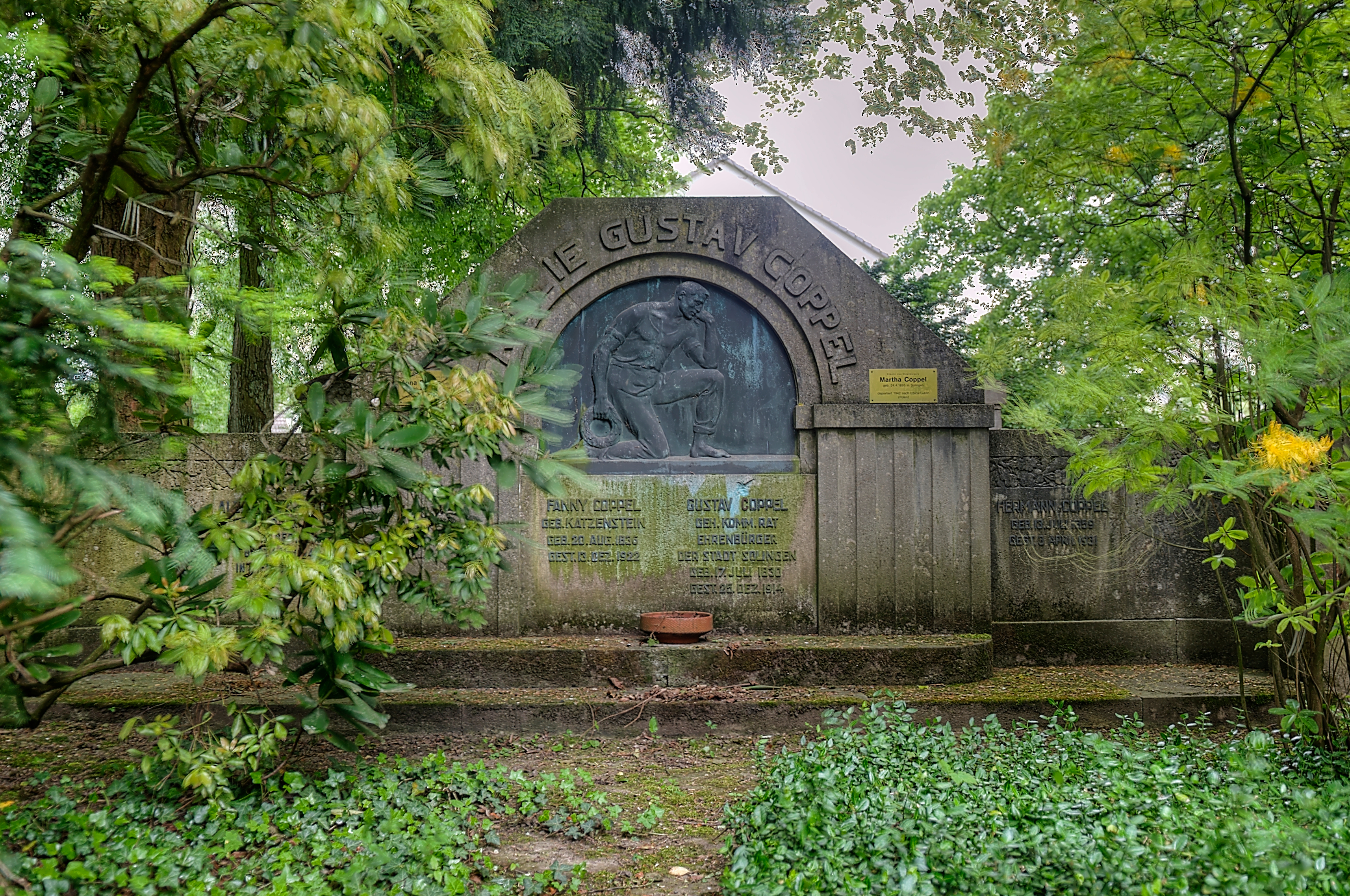
Grabmal Gustav Coppel und Familie

## Aufbau des Friedhofs
Der Friedhof ist in drei Felder aufgeteilt.
Auf dem vom Eingang aus links liegenden ältesten Feld A sind die Grabsteine in 6 unregelmäßigen Reihen angeordnet. 1874 war das Feld vollständig belegt und es wurden nur noch Kinder und Totgeburten auf den ihnen vorbehaltenen Randflächen bestattet. Von diesen sind noch 8 Kindergrabsteine aus der Zeit von 1883 bis 1910 erhalten.
Rechts vom Eingang liegt Feld B, auf dem sich 61 Grabsteine befinden. In fünf regelmäßigen Reihen liegen hier die Verstorbenen von 1876 bis 1907. In den Jahren danach wurden auf diesem Feld nur noch Ehepartner und Familienmitglieder bestattet, sofern für sie vorher Platz freigehalten worden war.
Das neueste Feld C mit 70 Grabsteinen befindet sich weiter hinten und wurde zwischen 1908 und 1941 belegt. Nur ein Stein ist deutlich älter und müsste eigentlich zu Feld A gehören.

## Heutiger Zustand

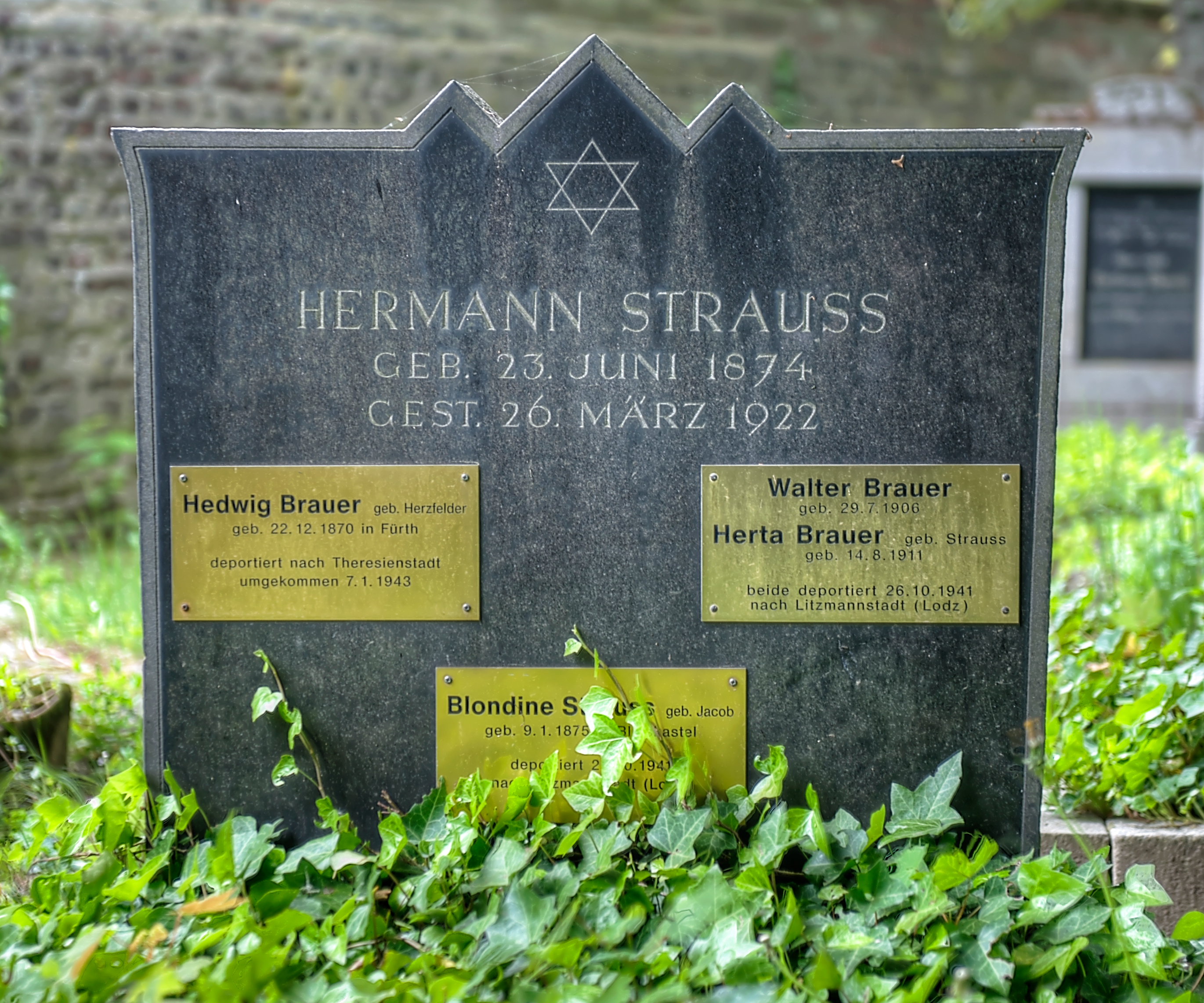
Grabmal von Hermann Strauss mit Gedenktafeln für die NS-Opfer der Familie

Die 175 Grabsteine sind in Richtung Jerusalem nach Südosten ausgerichtet, wie es den jüdischen religiösen Vorschriften entspricht. Auf Anregung des Oberbürgermeisters wird die Pflege des Friedhofs seit 1988 von der Alexander-Coppel-Gesamtschule in Form einer Patenschaft übernommen. Zusätzlich gibt es noch zwei Gedenksteine.
Nach der Zerstörung der Synagoge im Jahre 1938 ist der Friedhof das letzte Zeugnis jüdischer Religion und Kultur in Solingen.
An Opfer, die nach ihrer Deportation außerhalb von Solingen ermordet wurden, erinnern Messingplatten, die an den Grabsteinen der jeweiligen Familie angebracht wurden.
Der Friedhof ist heute normalerweise geschlossen und verfügt nicht über einen freien Zugang. Es finden allerdings regelmäßig Führungen statt.